# Chinas Außenpolitik vor Gründung der Volksrepublik
Chinas Außenpolitik vor Gründung der Volksrepublik bezeichnet jegliche politische Beziehungen zwischen den verschiedenen chinesischen Staaten (Reiche) und dem Ausland. Hierbei kann es sich einerseits um bilaterale Beziehungen mit einem anderen Staat oder um multilaterale Beziehungen mit mehreren Staaten gleichzeitig handeln.
siehe auch: Außenpolitik der Volksrepublik China

## Historischer Hintergrund der Außenpolitik Chinas
Siehe auch: Geschichte Chinas

### Außenbeziehungen des Kaiserreichs China bis hin zum 19. Jahrhundert
Grundlage für Chinas Beziehung zu anderen Staaten ist sein Selbstverständnis, dessen ethnozentrisches Weltbild bereits in der Selbstbezeichnung des ehemaligen chinesischen Kaiserreichs deutlich wird: Königreich der Mitte (zhong guo). Dieses Reich wird durch den chinesischen Kaiser – dem Himmelssohn –, dessen Machtanspruch sich von seiner göttlichen Natur ableitet, zentralistisch beherrscht. Eingebunden ist dieses Weltbild in der chinesischen Kultur durch die Philosophie des Konfuzianismus, welche Loyalität und Gehorsam gegenüber der Obrigkeit positiv bewertet. Mit Bezug auf die Außenbeziehungen des Kaiserreichs wurde der Konfuzianismus mit seiner urban geprägten Betonung der Wichtigkeit sozialer Harmonie von den Chinesen auch als Element einer chinesischen zivilisatorischen Überlegenheit angesehen. Während dieser chinesische Überlegenheitskomplex zwar in allen Beziehungen Chinas zu Völkern in seiner Umgebung ihren Ausdruck fand, war er besonders stark mit Hinblick auf die nördlich Chinas lebenden Nomadenvölker – aus chinesischer Sicht Barbaren – ausgeprägt. Die Bedeutung dieses chinesischen Überlegenheitskomplexes wird in den Worten des britischen Historikers John Fairbank deutlich: „Die politische Theorie der Überlegenheit des Himmelssohns über Ausländer war ein wesentlicher Bestandteil der Machtstruktur des chinesischen Staates. In seinem Kaiserreich unangefochten, behauptete er niemals außerhalb [des Kaiserreichs] mit Gleichrangigen zu tun gehabt zu haben, und dies half ihm innen unangefochten zu bleiben.“
Eine Korrektur dieses Weltbildes wäre allenfalls dadurch möglich gewesen, dass die chinesische Gesellschaft verstärkt fremden Einflüssen ausgesetzt worden wäre. Die gesellschaftliche Klasse der Händler, welche traditionell am meisten mit Fremden interagierten, genoss jedoch in der stark agrarisch geprägten Gesellschaft des alten Chinas nur wenig Ansehen. Obwohl Händler im alten China erhebliche Macht durch den Reichtum, den sie oftmals erwarben, besaßen, wurden sie häufig insbesondere in Süd- und Ostchina aufgrund ihrer Aktivitäten zur See auf eine Stufe mit den Piraten gestellt, welche über Jahrhunderte die chinesischen Gewässer unsicher machten.
Scheinbar Paradox steht der chinesische Überlegenheitskomplex der Tatsache gegenüber, dass China zur Zeit des Kaisertums mehrfach durch ausländische Mächte aus dem Norden erobert wurde. Diese Mächte wurden jedoch immer in die chinesische Gesellschaft integriert und „sinisiert“. Sowohl die Yuan-Dynastie im 14. Jahrhundert als auch die Qing-Dynastie im 18. Jahrhundert nahmen ihren Platz in dem Jahrtausende alten Zyklus des Aufstiegs und Falls chinesischer Kaiserdynastien ein und schufen sich eine eigenständige chinesische Identität.
Von einer gesellschaftlichen Perspektive war (und ist) die chinesische Gesellschaft im Allgemeinen tendenziell eher konservativ, traditionell und sogar isolationistisch. Neue, insbesondere ausländische Einflüsse fanden meist entweder nur sehr schwer Eingang in die chinesische Gesellschaft oder wurden wie im Falle des Buddhismus sinisiert, d. h. zu etwas kulturell eigenständig Chinesischem gemacht. In diese Konstellation spielt auch die Tatsache hinein, dass die Beziehungen des chinesischen Kaiserhofs zu anderen Staaten eher von den anderen Staaten in Richtung China ausgingen. Ein wesentlicher Faktor hierbei ist, dass China mit Ausnahme einer zwischenzeitlichen Glanzzeit im 14. und 15. Jahrhundert niemals eine Seemacht war. Bis spät ins 19. Jahrhundert war Chinas Augenmerk immer primär gen Norden gerichtet, da von den nördlichen Reitervölkern eine konstante Bedrohung für die Stabilität des Kaisertums ausging, jedoch niemals von Süden oder von Osten bzw. vom Meer aus.
Abschließend muss auf die Art und Weise wie das kaiserliche China Außenbeziehungen gestaltete hingewiesen werden. Nahezu sämtliche Beziehungen (mit der Ausnahme sino-russischer Verträge im 18. Jahrhundert) Chinas zu anderen Staaten waren bis zum 1. Opiumkrieg 1839 streng vom Prinzip chinesischer Überlegenheit abgeleitet und nahmen deswegen die Form von Tributzahlungen an. Hierbei überbrachten die Abgesandten der Völker aus Chinas Nachbarschaft dem chinesischen Kaiser Geschenke, knieten vor ihm nieder (Kotau) und erkannten somit die überlegene Macht des chinesischen Herrschers an. Im Gegenzug übergab der chinesische Kaiser den Abgesandten ebenfalls Geschenke, welche den Wert der Geschenke, welche der chinesischen Seite überbracht worden waren, meist überstiegen und die Begegnung wurde protokollarisch festgehalten. Wenn sich fremde Delegationen weigerten, vor dem chinesischen Kaiser niederzuknien – wie im Falle einer britischen Delegation im späten 18. Jahrhundert – so wurde diese Dissonanz mit dem chinesischen Weltbild spätestens im Protokoll bereinigt.

### Niedergang der traditionellen Ordnung und Aufstieg des modernen Chinas
Ein hohes Bevölkerungswachstum im 18. Jahrhundert unter der Qing-Dynastie führte Anfang des 19. Jahrhunderts zu sozialen Unruhen, als Missernten in mehreren aufeinander folgenden Jahren eine Hungersnot in Südchina auslösten. Eine über Jahrzehnte schleichend erfolgte Dezentralisierung der kaiserlichen Macht weg vom Kaiserhof in Peking hin zu den Gouverneuren der Provinzen sowie die am Kaiserhof weit verbreitete Korruption führten zu einer entscheidenden Schwächung der kaiserlichen Zentralmacht und zum langsamen Niedergang der Qing-Dynastie im 19. Jahrhundert. Als maßgeblicher, doch vermutlich nicht entscheidender Faktor kam auch das zunehmend aggressive Auftreten westlicher Mächte in der chinesischen Interessensphäre auf. Diese Aggressivität muss im Kontrast zu den Beziehungen des kaiserlichen Chinas zu westlichen Mächten im 17. und 18. Jahrhundert gesehen werden. Zu dieser Zeit kamen die prä-industriellen westlichen Handelsmächte nach China, um dort Waren wie Tee, Porzellan und Seide einzukaufen. Diese wirtschaftlichen Interaktionen geschahen jedoch damals unter strengen Richtlinien der kaiserlichen Verwaltung und Gesandtschaften des Westens waren gezwungen, dem Kaiser ihren Respekt zu erweisen. Eine weitere Interaktionsebene zwischen China und dem christlichen Westen entstand, als christliche Mönche, vor allem Jesuiten, ab dem 16. Jahrhundert fortlaufend Missionierungsversuche in China starteten. Dieses Gleichgewicht änderte sich jedoch als insbesondere Großbritannien, dessen wirtschaftliche und militärische Macht durch seine fortschreitende Industrialisierung schnell wuchs, versuchte, sein Handelsdefizit gegenüber China mit dem Verkauf von Opium zu reduzieren. Die Verbreitung von Opium in Südostchina führte zu ernsthaften sozioökonomischen Problemen im Zusammenhang mit den mit Opiumkonsum allgemein verbundenen Suchterscheinungen. Die Spannungen, welche sich aus diesem problematischen Wirtschaftsverhältnis, dem chinesischen Überlegenheitskomplex und dem steigenden Selbstbewusstsein des Westens ergaben, entluden sich schließlich 1839 im Ersten Opiumkrieg, den China verlor und welcher mit dem Vertrag von Nanjing 1842 endete. Dieser Vertrag eröffnete eine Periode der gewaltsamen Öffnung Chinas durch westliche Mächte und fortschreitender Demütigung im frühen 20. Jahrhundert, welche als die 100 Jahre nationaler Demütigung in die moderne chinesische Geschichtsschreibung eingegangen ist.
Nach dem 1. Opiumkrieg zwangen mehrere europäische Großmächte neben Großbritannien – darunter das Russische Kaiserreich, Frankreich, das Deutsche Reich und Japan – China per Kanonenbootdiplomatie, sich ihnen wirtschaftlich zu öffnen und die Handelsbeschränkungen, welche früher für Ausländer in China galten, aufzuheben. Merkmal dieser Politik wurden die sogenannten Ungleichen Verträge, welche der chinesische Kaiser gezwungen war mit den ausländischen Mächten abzuschließen. Im Rahmen dieser Ungleichen Verträge verlor China Hongkong 1842 an Großbritannien und Macau 1887 an Portugal, zwei Gebiete, welche erst über ein Jahrhundert später wieder an China zurückgegeben werden würden. Weitere Inhalte dieser Ungleichen Verträge war die Öffnung einer zunehmenden Anzahl von chinesischen Häfen in Süd-, Ost- und später sogar Nord-China, in welchen ausländische Händler unbehelligt Handel treiben konnten. Besonders schamvoll für die chinesische Obrigkeit war, dass sie den Ausländern in diesen Häfen Exterritorialität zugestehen musste, sodass Ausländer de facto im Herzland Chinas rechtlich so behandelt wurden, als wenn sie nicht auf chinesischem Boden stehen würden, sondern in ihren Heimatländern, und auch ausschließlich ausländischer Gerichtsbarkeit unterstanden. Das Ergebnis dieser Entwicklungen war, dass Ende des 19. Jahrhunderts weite Teile Chinas Küstenregion semikolonialer Fremdherrschaft unterstanden. Mit Hinblick auf Chinas Umgebung war eine weitere Demütigung Chinas, dass es anerkennen musste, dass ehemals China zu Tribut verpflichtete Länder wie z. B. Vietnam oder Assam zu westlichen Protektoraten und Kolonien wurden.

### Chinas Antwort auf die Ambitionen der Kolonialmächte
In der zweiten Hälfte des 19. Jahrhunderts erkannten immer mehr Chinesen, dass der einzige Weg für China aus der Unterdrückung durch die westlichen Großmächte tiefgehende Reformen sein würden. Aufgrund dieser Erkenntnis entstand eine Reformbewegung, welche durch Teile der chinesischen Bürokratie unterstützt wurde und auf eine Einführung westlicher Ingenieurskunst, Technologie und Wissenschaft drängte. Diese Reformen wären beinahe 1898 im Rahmen der Hundert-Tage-Reform durchgeführt worden, welche sowohl die Unterstützung des reformistischen Teils der Bürokratie genoss als auch die des Kaisers Guangxu. Nach wenigen Monaten wurde diese kurze Reformperiode jedoch durch das Eingreifen der Kaiserinwitwe Cixi beendet, indem sie einen Staatsstreich durchführte. Kurz darauf versank China im Chaos der Boxer-Rebellion und der Niederschlagung des anti-westlichen Aufstands 1901. Nichtsdestotrotz verblieb eine zunehmend breite Unterstützung für eine chinesische Selbststärkung auf der Grundlage chinesischer Werte und Tradition, bereichert durch westliche Lehren mit Bezug auf Wissenschaft, Technik und Technologie. Zu spät die weitreichenden Forderungen nach Reformen erkennend, ging die Qing-Dynastie als letzte kaiserliche Dynastie Chinas im Rahmen der Chinesischen Revolution, angeführt durch Sun Yat-sen und seiner Kuomintang (KMT), im Oktober 1911 unter und wurde durch die Republik China beerbt.
Die Republik China war jedoch trotz des Bemühens der nationalkonservativen Kuomintang China zu reformieren sehr schwach. Hauptgrund für diese Schwäche war der Einfluss, den eine Reihe von Kriegsherren in China im Zuge der Wirren der 1910er Jahre an sich gerissen hatten. Dies führte dazu, dass die Republik China unter Sun durch die meisten Großmächte ignoriert wurde, mit der Ausnahme der Sowjetunion. Mit der Hilfe der Kommunistischen Internationale (Komintern) unter Moskaus Führung gelang es Sun schließlich Anfang der 1920er Jahre, die KMT zu reorganisieren und ein durch Moskau herbeigeführtes Bündnis mit der 1921 gegründeten Kommunistischen Partei Chinas (KPCh) zu schließen.

### Der Aufstieg des Kommunismus
Das Bündnis mit der KMT gab der KPCh ausreichend Zeit und Handlungsspielraum, um sich zu organisieren und ihren Einfluss zu erweitern. Der Tod Sun Yat-sens im Jahre 1925 führte jedoch zu einer internen Wende innerhalb der KMT, in welcher Chiang Kai-shek an die Macht kam. Chiang erklärte 1927 das Bündnis der KMT mit der KPCh für beendet und vertrieb die Kommunisten aus den Städten. Selbst nachdem sich die KPCh nach Westen aufs Land zurückgezogen hatte, führte die KMT unter Chiang eine Reihe von Vernichtungskampagnen gegen die KPCh durch. Um 1934 der Einkreisung durch die Armeen der KMT zu entgehen, begab sich Mao Zedong mit der Volksbefreiungsarmee auf einen Marsch nach Norden zu den restlichen kommunistischen Streitkräften, welcher als Langer Marsch Grundbestandteil des maoistischen Heldenmythos wurde. Nach dem Ende des Langen Marsches 1935 war Mao unangefochtener Anführer der KPCh und die KPCh errichtete ein permanentes Hauptquartier in Yan’an. In Yan’an baute Mao die KPCh zu der Partei auf, die 1949 China eroberte. Mit Blick auf die Periode von 1921 bis 1935 sind außenpolitisch zwei Dinge wichtig:
- Mao hatte niemals eine besonders gute persönliche Beziehung zu Stalin und der Sowjetunion. Tatsächlich war er bis zur Konferenz von Zunyi in 1935 ständig in interne Streitigkeiten mit den sogenannten Chinesischen Bolschewiken unter Bo Gu und Otto Braun verwickelt, welche der von Moskau kontrollierten Komintern treu waren.
- Mao und die KPCh waren bis zur Errichtung eines permanenten Hauptquartiers in Yan’an 1935 ständig auf der Flucht, was dazu führte, dass die KPCh bis 1935 keinerlei Außenbeziehungen zu irgendeinem Land außer der Sowjetunion hatte und das Personal der KPCh auch keine Erfahrung im diplomatischen Umgang mit dem Ausland hatte.

Gemäß Chalmers Johnson trug der Zweite Japanisch-Chinesische Krieg (1937–1945) erheblich zum späteren Erfolg der KPCh unter Mao bei. Im Gegensatz zur nationalkonservativen KMT, die 1944 in ihrer Hauptstadt Chongqing im Südwesten Chinas durch japanische Armeen eingekreist worden war und vor allem dank der Militärhilfe der Vereinigten Staaten von Amerika überlebte, sahen weite Teile insbesondere der chinesischen Landbevölkerung die KPCh und die Volksbefreiungsarmee als Nationalisten, welche gegen den japanischen Besatzer für die Befreiung Chinas kämpften. Während des Zweiten Chinesisch-Japanischen Krieges waren die KMT und die KPCh miteinander ab 1936 verbündet. Dies stellte jedoch lediglich eine nominelle Allianz dar und es gibt Berichte von Scharmützeln beider Armeen miteinander während des Krieges.
Nach dem Ende des Zweiten Weltkriegs und dem Scheitern der auf Initiative der USA hin gestarteten Verhandlungen bei der Konferenz von Chongqing 1945 erklärte die KMT den Waffenstillstand mit der KPCh für beendet und der Chinesische Bürgerkrieg begann. Mit der Frage konfrontiert, welche Seite sie unterstützen sollten, stellte sich schnell heraus, dass weder die USA noch die Sowjetunion eine besonders hohe Meinung von Mao hatten. Die USA unterstützten die KMT im Chinesischen Bürgerkrieg offen mit Ausrüstung und Militärberatern. Die Sowjetunion, welche der KPCh ideologisch näher war als der KMT, hatte die KMT als Mittel gesehen, um eine Invasion Chinas durch das militaristische Japan aufzuhalten und somit Ressourcen zu binden, welche das mit Deutschland verbündete Japan ansonsten für einen Angriff auf die Sowjetunion hätte nutzen können. Aus dieser Verbundenheit zur KMT heraus gab sie selbst nach Ende des Zweiten Weltkriegs Mao nur nominelle Unterstützung und zog statt auf Seiten der KPCh in den Krieg einzugreifen die sowjetischen Truppen zurück nach Moskau. Dies geschah jedoch nicht bevor die Rote Armee den Großteil der Ausrüstung aus den japanischen Fabriken in Nordostchina entfernt hatte.
Aus diesem Grund lässt sich insgesamt mit Recht behaupten, dass die KPCh unter Mao weitgehend auf sich alleine gestellt die Herrschaft über China erlangte, nachdem es die KMT 1949 vom Festland nach Taiwan vertrieben hatte.

### Die Strategie Maos
Obgleich stark durch den Marxismus und Leninismus beeinflusst, entwickelte Mao im Laufe seines Kampfes gegen die KMT seine eigene Ideologie und Strategie, welche als Maoismus in die Geschichte einging. Kern der maoistischen Strategie war das Land, basierend auf der historischen Erfahrung, dass die KPCh auf dem Land auf den Rückhalt der Bauern hatte bauen können, während die Städte meist unter der Kontrolle der KMT gewesen waren. Dies kann im Kontrast zum klassischen Marxismus gesehen werden, dessen sozialistische Theorien stark auf dem Aktivismus des industriellen Arbeiterproletariats, welches zwangsläufig vor allem in einem städtischen Umfeld vorkommt, basieren. Weitere Kernpunkte der maoistischen Strategie mit Relevanz für die Außenpolitik beinhalten:
- die zentrale Rolle der Volksbefreiungsarmee und die Kontrolle der Volksbefreiungsarmee durch die KPCh;
- die Bedeutung politischer Massenbewegungen;
- die Wichtigkeit wirtschaftlicher Autarkie;
- die Bedeutung von Grenzgebieten als militärische Pufferzonen;
- die Strategie der Einkreisung der Städte vom Lande aus.

## Einfluss der Geschichte auf die Außenpolitik der Volksrepublik China
Nach diesem kurzen geschichtlichen Überblick ist es wichtig, das starke Geschichtsbewusstsein bei der Durchführung chinesischer Außenpolitik festzuhalten, ein Geschichtsbewusstsein, welches auch viele andere politische Bereiche in China beeinflusst. Ihrer über 5000-jährigen Geschichte wohl bewusst sowie der glorreichen Tage und globalen bzw. regionalen Einflussnahmen der Han-, Tang-, Song-, Yuan-Dynastie, Ming- sowie der frühen Qing-Dynastie, sind diese Zeiten für die chinesischen Außenpolitiker eine ständige Referenz. Aus dieser Referenz auf Chinas Vergangenheit ergibt sich auch der Wunsch, den einstigen Status Chinas wiederherzustellen und erneut zu einer Großmacht aufzusteigen. Dem gegenüber steht ein tiefgehender Opferkomplex, welcher seinen Ursprung in der Demütigung Chinas durch den Westen und Japan im Laufe des 19. Jahrhunderts und frühen 20. Jahrhunderts findet, eine Zeit, welche nicht umsonst als „100 Jahre nationaler Demütigung“ bezeichnet wird. Diese Periode nationaler Demütigung findet schließlich ihr Ende in der Gründung der Volksrepublik China durch Mao in 1949. Die Bedeutung des Gefühls nationaler Demütigung kann mit Bezug auf die chinesische Außenpolitik kaum unterschätzt werden, ist es doch der Antrieb der chinesischen Politik jegliche wahrgenommene Demütigung Chinas mit drastischen Mitteln zu beenden. Dies kann ebenfalls als Ursache für die kompromisslose Haltung Chinas mit Blick auf jede Thematik, die Relevanz für die Wiedervereinigung Chinas hat, gesehen werden. Zu diesen Konflikten gehörten und gehören Hongkong, Macau, Taiwan, die Paracel-Inseln, die Spratly-Inseln, die Senkaku-Inseln bzw. Diaoyu-Inseln usw.
Ein weiteres fundamentales Problem der chinesischen Außenpolitik ist, wie schon angedeutet, das Paradoxon, dass obgleich die Mehrheit der Chinesen fest von der Überlegenheit der chinesischen Zivilisation überzeugt ist, sie dennoch auf die Zusammenarbeit mit dem Westen sowie dessen Ressourcen und Technologie angewiesen sind, wenn China wieder zu einer Großmacht aufsteigen soll. Dieser Glaube an die eigene Stärke steht offensichtlich paradox im Kontrast zu Chinas objektiver Schwäche. Zu einem weiten Ausmaß dreht sich der politische Diskurs über die wirtschaftliche Modernisierung und Entwicklung Chinas in China selbst um die Vorteile und Nachteile der Ansätze, die vom Westen und vom kommunistischen Osten verwendet wurden oder werden. Dass etwas ausländischer Herkunft ist, führt keineswegs zwangsläufig zu seiner Ablehnung in China; im Gegenteil, China hat eine lange Tradition diverse ausländische Einflüsse wie den Buddhismus, den Marxismus oder den Leninismus in die chinesische Kultur einzugliedern.
Schließlich muss die Bedeutung des Nationalismus für die heutige chinesische Außenpolitik betont werden. Der chinesische Nationalismus wurde insbesondere unter Deng Xiaoping genutzt, um das durch die Verirrungen der Kulturrevolution verbliebene ideologische Vakuum zu füllen. Aber auch schon früher war Nationalismus in starkem Maße durch chinesische Führer wie Sun Yat-sen – Nationalismus als eines der Drei Prinzipien des Volkes – oder Mao Zedong – Nationalismus im Krieg gegen Japan – verwendet worden. Auch im Kontext dieses Nationalismus ist der heutige Wunsch Chinas zu sehen, seine vergangene Macht sowie seinen internationalen Status wiederzuerlangen.